# Movimento dos Países Não Alinhados
O Movimento dos Países Não Alinhados ou Movimento dos Não Alinhados (em inglês: Non-Aligned Movemnt; sigla: NAM) é um fórum composto por 120 países que não estão formalmente ao lado ou contra qualquer grande bloco de poder internacional. Depois das Nações Unidas, é o maior agrupamento de estados do mundo.
O movimento se originou no rescaldo da Guerra da Coreia, como um esforço de alguns países para contrabalançar a rápida bipolarização do mundo durante esse período, em que duas superpotências, Estados Unidos e União Soviética, formaram blocos e embarcaram em uma política para puxar o resto do mundo em suas órbitas. Um deles era o bloco comunista pró-soviético, cuja aliança mais conhecida era o Pacto de Varsóvia, e o outro o grupo capitalista pró-estadunidense de países, muitos dos quais pertenciam à OTAN. Em 1961, com base nos princípios acordados na Conferência de Bandungue de 1955, o Movimento dos Países Não Alinhados foi formalmente estabelecido em Belgrado, Iugoslávia, por iniciativa do presidente iugoslavo Josip Broz Tito, do primeiro-ministro indiano Jawaharlal Nehru, do presidente egípcio Gamal Abdel Nasser, do presidente ganense Kwame Nkrumah e do presidente indonésio Sukarno. Isso levou à primeira Conferência de Chefes de Estado ou Governos de Países Não Alinhados.
O termo movimento "não alinhado" aparece pela primeira vez na quinta conferência em 1976, onde os países participantes são indicados como "membros do movimento". O objetivo da organização foi resumido por Fidel Castro em sua Declaração de Havana de 1979 como garantir "a independência nacional, a soberania, a integridade territorial e a segurança dos países não alinhados" em sua "luta contra o imperialismo, o colonialismo, o neocolonialismo, o racismo e todas as formas de agressão estrangeira, ocupação, dominação, interferência ou hegemonia, bem como contra grandes potências".
Os países do Movimento dos Não Alinhado representam quase dois terços dos membros das Nações Unidas e abrigam 55% da população mundial. A adesão está particularmente concentrada em países considerados em desenvolvimento ou parte do Terceiro Mundo, embora o Movimento os Países Não Alinhados também tenha várias nações desenvolvidas como membros. O movimento persistiu durante toda a Guerra Fria, apesar de vários conflitos entre os membros e apesar de alguns membros desenvolverem laços mais estreitos com a União Soviética, a China ou os Estados Unidos. Nos anos que se seguiram ao fim da Guerra Fria em 1992, concentrou-se no desenvolvimento de laços e conexões multilaterais, bem como na unidade entre as nações em desenvolvimento do mundo, especialmente aquelas do Sul Global.

## História

### Origem

Os países alinhados no hemisfério norte: OTAN em azul e Pacto de Varsóvia em vermelho

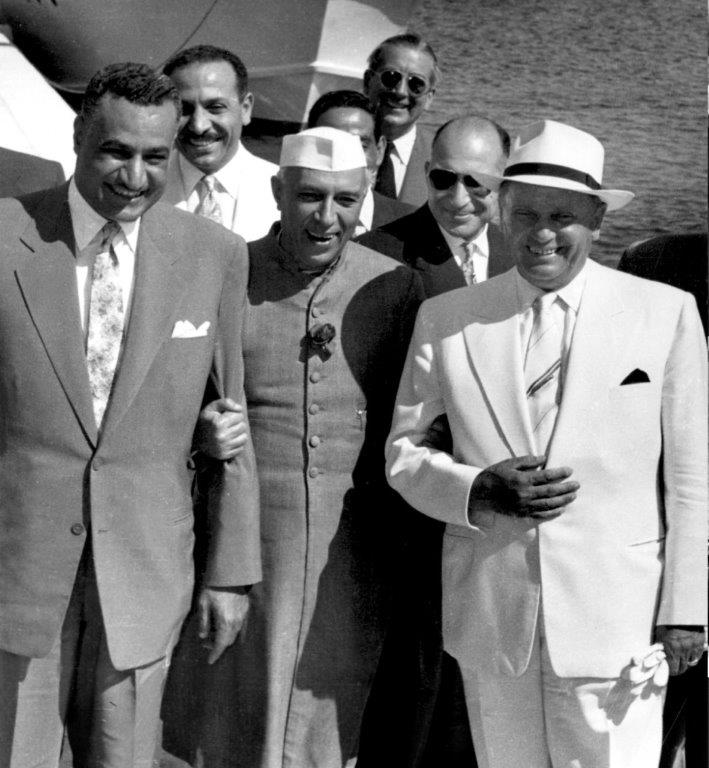
Nasser, Nehru e Tito

O termo "não alinhado" foi usado pela primeira vez em 1950 nas Nações Unidas pela Índia e Iugoslávia, que se recusaram a se alinhar com qualquer um dos lados nas multialianças envolvendo a Guerra da Coreia. Com base nos princípios acordados na Conferência de Bandungue em 1955, o Movimento dos Países Não Alinhados como organização foi fundado nas ilhas Brijuni na Iugoslávia em 1956 e foi formalizado com a assinatura da Declaração de Brijuni em 19 de julho de 1956. A Declaração foi assinada pela presidente da Iugoslávia, Josip Broz Tito, o primeiro-ministro da Índia Jawaharlal Nehru e o presidente do Egito, Gamal Abdel Nasser. Uma das citações contidas na Declaração é "A paz não pode ser alcançada com separação, mas com a aspiração à segurança coletiva em termos globais e expansão da liberdade, bem como o fim da dominação de um país sobre outro". De acordo com Rejaul Karim Laskar, um ideólogo do partido do Congresso que governou a Índia durante a maior parte dos anos da Guerra Fria, o Movimento dos Não Alinhados surgiu do desejo de Jawaharlal Nehru e outros líderes dos países recém-independentes do terceiro mundo de proteger sua independência e soberania "em face da complexa situação internacional que exige fidelidade a ambas as superpotências em guerra".
Um marco significativo no desenvolvimento do Movimento dos Países Não Alinhados foi a Conferência de Bandungue de 1955, uma conferência de Estados asiáticos e africanos organizada pelo presidente indonésio Sukarno, que deu um impulso significativo para promover esse movimento. Reunindo Sukarno, U Nu, Nasser, Nehru, Tito, Nkrumah e Menon com nomes como Ho Chi Minh, Zhou Enlai e Norodom Sihanouk, bem como U Thant e uma jovem Indira Gandhi, a conferência adotou uma "declaração sobre promoção de paz e cooperação mundial", que incluía os cinco princípios de Zhou Enlai e Nehru, e uma promessa coletiva de permanecer neutro na Guerra Fria. Seis anos depois de Bandungue, uma iniciativa do presidente iugoslavo Josip Broz Tito levou à primeira Conferência de Chefes de Estado ou de Governo de Países Não Alinhados, que foi realizada em setembro de 1961 em Belgrado. O termo "movimento dos não alinhados" aparece pela primeira vez na quinta conferência em 1976, onde os países participantes são indicados como membros do movimento.
Em setembro de 1970, na Conferência de Lusaca, as nações membros acrescentaram como objetivos do movimento a resolução pacífica de disputas e a abstenção de alianças e pactos militares de grandes potências. Outro objetivo adicional foi a oposição ao estacionamento de bases militares em países estrangeiros.

### Papel de Cuba
Na década de 1970, Cuba fez um grande esforço para assumir um papel de liderança no movimento mundial de não alinhamento. O país estabeleceu missões de assessoria militar e programas de reforma econômica e social. A conferência mundial de 1976 do Movimento dos Países Não Alinhados aplaudiu o internacionalismo cubano, "que ajudou o povo de Angola a frustrar a estratégia expansionista e colonialista do regime racista da África do Sul e seus aliados". A próxima conferência dos não alinhados estava marcada para Havana em 1979, a ser presidida por Fidel Castro, que se tornaria o porta-voz de fato do movimento. A conferência de setembro de 1979 marcou o apogeu do prestígio cubano. A maioria, mas não todos, os participantes acreditavam que Cuba não estava alinhada com o campo soviético na Guerra Fria.
No entanto, em dezembro de 1979, a União Soviética interveio na guerra civil do Afeganistão. Até aquela época, o Afeganistão também era um membro ativo do Movimento dos Países Não Alinhados. Nas Nações Unidas, os membros não alinhados votaram 56 a 9, com 26 abstenções, para condenar a invasão soviética do território afegão. Cuba, no entanto, votou contra a resolução e em apoio à URSS, o que teve como consequência a perda de sua liderança e reputação "não alinhada" depois que Fidel Castro, em vez de se tornar um porta-voz de alto nível do movimento, permaneceu quieto e inativo. A guerra no Afeganistão deixou o movimento profundamente dividido.

### Pós-Guerra Fria
Como o Movimento dos Países Não Alinhados foi formado como uma tentativa de descongelar a Guerra Fria, ele tem lutado para encontrar relevância desde o fim de período. Após a dissolução da Iugoslávia, um membro fundador, sua adesão foi suspensa em 1992 na Reunião Ministerial Ordinária do Movimento, realizada em Nova York durante a sessão ordinária anual da Assembleia Geral das Nações Unidas. Os Estados sucessores da República Socialista Federativa da Iugoslávia manifestaram pouco interesse na adesão, embora a Sérvia e a Bósnia-Herzegovina tenham estatuto de observadores. Em 2004, Malta e Chipre deixaram de ser membros e aderiram à União Europeia. A Bielorrússia é o único membro do movimento na Europa. Azerbaijão e Fiji são os participantes mais recentes, aderindo em 2011. Os pedidos da Bósnia-Herzegovina e Costa Rica foram rejeitados em 1995 e 1998, respectivamente.
Desde o fim da Guerra Fria, o Movimento dos Países Não Alinhados foi forçado a se redefinir e reinventar seu propósito no atual sistema mundial. Uma grande questão tem sido se alguma de suas ideologias fundamentais, principalmente a independência nacional, a integridade territorial e a luta contra o colonialismo e o imperialismo, pode ser aplicada a questões contemporâneas. O movimento enfatizou seus princípios de multilateralismo, igualdade e não agressão mútua na tentativa de se tornar uma voz mais forte para o Sul Global e um instrumento que pode ser usado para promover as necessidades das nações membros em nível internacional e fortalecer suas políticas alavancagem ao negociar com nações desenvolvidas. Em seus esforços para promover os interesses do Sul, o movimento enfatizou a importância da cooperação e unidade entre os Estados-membros, mas, como no passado, a coesão continua sendo um problema, pois o tamanho da organização e a divergência de agendas e alianças apresentam o potencial permanente de fragmentação. Embora o acordo sobre os princípios básicos tenha sido suave, tomar medidas definitivas em relação a questões internacionais específicas tem sido raro, sendo que o movimento tem preferido afirmar sua crítica ou apoio em vez de aprovar resoluções de linha dura.
O movimento continua a ver um papel para si, pois em sua visão, as nações mais pobres do mundo continuam exploradas e marginalizadas, não mais por superpotências opostas, mas sim em um mundo unipolar, e é hegemonia ocidental e o neocolonialismo contra o qual o movimento realmente se realinhou. Ele se opõe à ocupação estrangeira, interferência em assuntos internos e medidas unilaterais agressivas, mas também mudou o foco para os desafios socioeconômicos enfrentados pelos Estados-membros, especialmente as desigualdades manifestadas pela globalização e as implicações das políticas neoliberais. O Movimento dos Não Alinhados identificou o subdesenvolvimento econômico, a pobreza e as injustiças sociais como ameaças crescentes à paz e à segurança.

## Estrutura organizacional e membros
O movimento nasce de um desejo de não estar alinhado dentro de uma estrutura geopolítica/militar e, portanto, ele próprio não tem uma estrutura organizacional muito rígida. Alguns fundamentos organizacionais foram definidos no Documento Metodológico de Cartagena de 1996. A Conferência de Cúpula de Chefes de Estado ou de Governo de Estados Não Alinhados é "a mais alta autoridade de tomada de decisões". A presidência gira entre os países e muda em cada cúpula de chefes de Estado ou de governo para o país que organiza a cúpula.
Os requisitos para ser membro do Movimento dos Países Não Alinhados coincidem com as principais crenças das Nações Unidas. Os requisitos atuais são que o país candidato tenha demonstrado práticas de acordo com os dez "princípios de Bandungue" de 1955:
- Respeito pelos direitos humanos fundamentais e pelos propósitos e princípios da Carta das Nações Unidas.
- Respeito pela soberania e integridade territorial de todas as nações.
- Reconhecimento dos movimentos de independência nacional.
- Reconhecimento da igualdade de todas as raças e da igualdade de todas as nações, grandes e pequenas.
- Abstenção de intervenção ou interferência nos assuntos internos de outro país.
- Respeito ao direito de cada nação de se defender individual ou coletivamente, em conformidade com a Carta das Nações Unidas.
- Abster-se de atos ou ameaças de agressão ou uso da força contra a integridade territorial ou a independência política de qualquer país.
- Solução de todas as controvérsias internacionais por meios pacíficos, em conformidade com a Carta das Nações Unidas.
- Promoção de interesses mútuos e cooperação.
- Respeito pela justiça e obrigações internacionais.

### Conferências

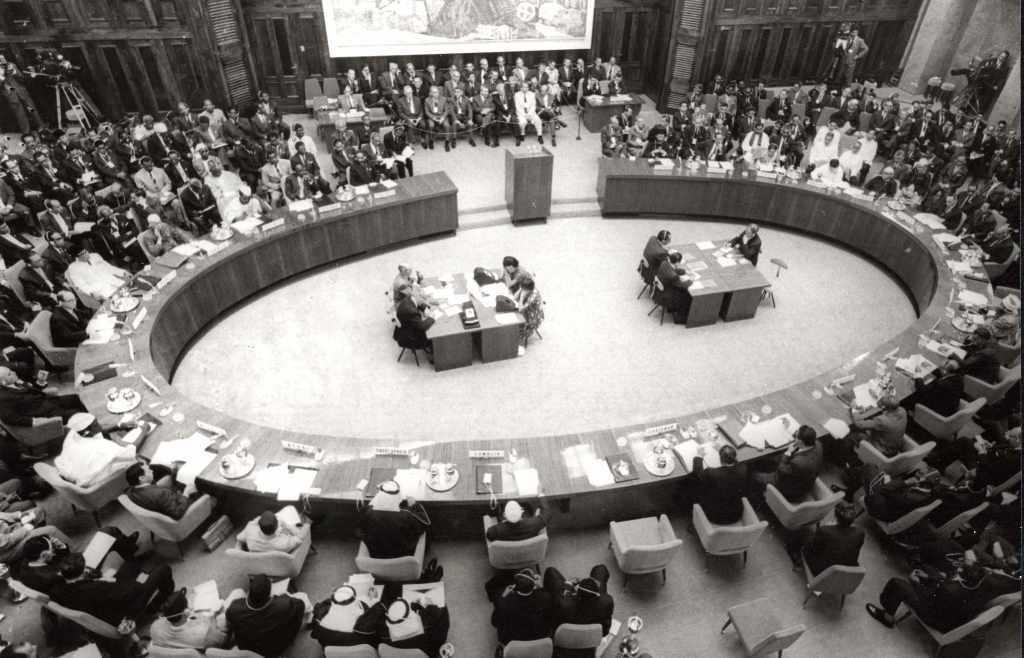
1.ª Conferência, Belgrado

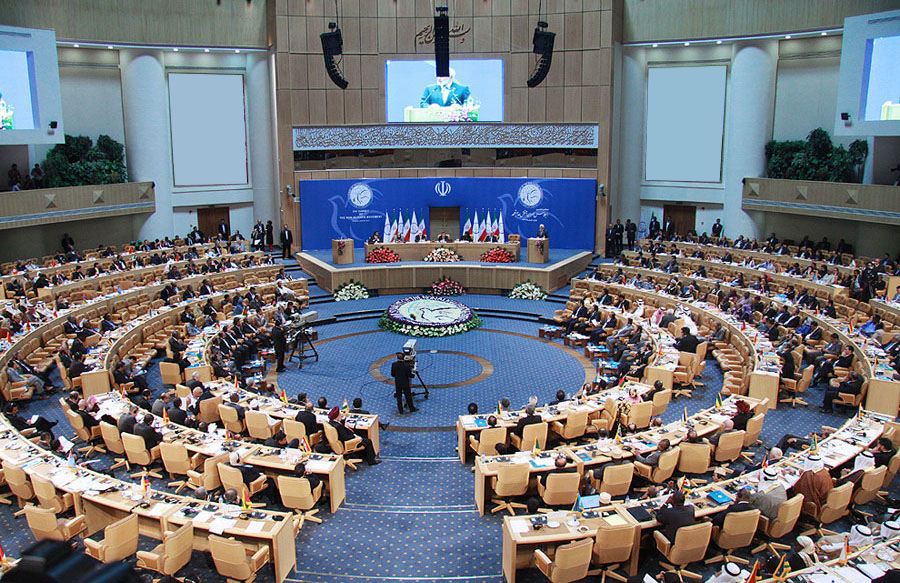
16.ª Conferência, Teerã

- 1.ª Cúpula: 1961, Belgrado, Iugoslávia
- 2.ª Cúpula: 1964, Cairo, República Árabe Unida
- 3.ª Cúpula: 1970, Lusaca, Zâmbia
- 4.ª Cúpula: 1973, Argel, Argélia
- 5.ª Cúpula, 1976, Colombo, Sri Lanka
- 6.ª Cúpula, 1979, Havana, Cuba
- 7.ª Cúpula, 1983, Nova Deli, Índia
- 8.ª Cúpula, 1986, Harare, Zimbabwe
- 9.ª Cúpula, 1989, Belgrado, Iugoslávia
- 10.ª Cúpula, 1992, Jacarta, Indonésia
- 11.ª Cúpula, 1995, Cartagena das Índias, Colômbia
- 12.ª Cúpula, 1998, Durban, África do Sul
- 13.ª Cúpula, 2003, Kuala Lumpur, Malásia
- 14.ª Cúpula, 2006, Havana, Cuba
- 15.ª Cúpula, 2009, Xarm el-Xeikh, Egito
- 16.ª Cúpula, 2012, Teerã, Irã
- 17.ª Cúpula, 2016, Porlamar, Venezuela
- 18.ª Cúpula, 2019, Bacu, Azerbaijão
- 19.ª Cúpula, 2024, Campala, Uganda

A 7.ª Cúpula foi originalmente planejada para setembro de 1982 em Bagdá, capital do Iraque, durante a Guerra Irã-Iraque. Em 21 de julho daquele ano, a Força Aérea da República Islâmica do Irã executou a "Operação Bagdá", um esforço para interromper essa proposta, mostrando que o espaço aéreo de Bagdá era inseguro. Dois McDonnell Douglas F-4 Phantom II bombardearam a refinaria Al-Dura com bombas Mk82. Um avião voltou danificado e o outro (junto com seu piloto) foi perdido devido ao fogo defensivo iraquiano. Combinado com ameaças de um grupo terrorista apoiado pelo Irão de matar os chefes de estado visitantes, o esforço foi bem sucedido. Em 11 de agosto, o presidente iraquiano Saddam Hussein anunciou que apoiaria a sugestão de Cuba de uma cimeira em Nova Deli, a ser realizada em 1983. "O Iraque participará na conferência mesmo que seja realizada em Teerão […] Propomos que a sétima conferência seja realizada na Índia."
Uma cimeira online intitulada "Unidos Contra a COVID-19", realizada em 4 de Maio de 2020, por iniciativa do presidente do NAM para o período 2019-2022, abordou principalmente a luta global para combater a Pandemia de COVID-19 e o apoio ao NAM para aumentar o seu papel no tratamento e mitigação dos resultados causados por esta doença no NAM, bem como em outros países.

### Secretários-gerais
| Secretários-gerais do Movimento dos Países Não Alinhados | Secretários-gerais do Movimento dos Países Não Alinhados | Secretários-gerais do Movimento dos Países Não Alinhados | Secretários-gerais do Movimento dos Países Não Alinhados |
| Nome                                                     | País                                                     | Início                                                   | Fim                                                      |
| -------------------------------------------------------- | -------------------------------------------------------- | -------------------------------------------------------- | -------------------------------------------------------- |
| Josip Broz Tito                                          | Iugoslávia                                               | 1961                                                     | 1964                                                     |
| Gamal Abdel Nasser                                       | Egito                                                    | 1964                                                     | 1970                                                     |
| Kenneth Kaunda                                           | Zâmbia                                                   | 1970                                                     | 1973                                                     |
| Houari Boumédiène                                        | Argélia                                                  | 1973                                                     | 1976                                                     |
| William Gopallawa                                        | Sri Lanka                                                | 1976                                                     | 1978                                                     |
| Junius Richard Jayawardene                               | Sri Lanka                                                | 1978                                                     | 1979                                                     |
| Fidel Castro                                             | Cuba                                                     | 1979                                                     | 1983                                                     |
| Neelam Sanjiva Reddy                                     | Índia                                                    | 1983                                                     | 1982                                                     |
| Giani Zail Singh                                         | Índia                                                    | 1982                                                     | 1986                                                     |
| Robert Mugabe                                            | Zimbabwe                                                 | 1986                                                     | 1989                                                     |
| Janez Drnovšek                                           | Iugoslávia                                               | 1989                                                     | 1990                                                     |
| Stjepan Mesić                                            | Iugoslávia                                               | 1991                                                     | 1991                                                     |
| Branko Kostić                                            | Iugoslávia                                               | 1991                                                     | 1992                                                     |
| Dobrica Ćosić                                            | Iugoslávia                                               | 1992                                                     | 1992                                                     |
| Suharto                                                  | Indonésia                                                | 1992                                                     | 1995                                                     |
| Ernesto Samper                                           | Colômbia                                                 | 1995                                                     | 1998                                                     |
| Andrés Pastrana                                          | Colômbia                                                 | 1998                                                     | 1998                                                     |
| Nelson Mandela                                           | África do Sul                                            | 1998                                                     | 1999                                                     |
| Thabo Mbeki                                              | África do Sul                                            | 1999                                                     | 2003                                                     |
| Mahathir bin Mohamad                                     | Malásia                                                  | 2003                                                     | 2003                                                     |
| Abdullah Ahmad Badawi                                    | Malásia                                                  | 2003                                                     | 2006                                                     |
| Fidel Castro                                             | Cuba                                                     | 2006                                                     | 2008                                                     |
| Raúl Castro                                              | Cuba                                                     | 2008                                                     | 2009                                                     |
| Hosni Mubarak                                            | Egito                                                    | 2009                                                     | 2011                                                     |
| Mohamed Hussein Tantawi                                  | Egito                                                    | 2011                                                     | 2012                                                     |
| Mohamed Morsi                                            | Egito                                                    | 2012                                                     | 2012                                                     |
| Mahmoud Ahmadinejad                                      | Irã                                                      | 2012                                                     | 2013                                                     |
| Hassan Rohani                                            | Irã                                                      | 2013                                                     | 2016                                                     |
| Nicolás Maduro                                           | Venezuela                                                | 2016                                                     | 2019                                                     |
| Ilham Aliyev                                             | Azerbaijão                                               | 2019                                                     | 2023                                                     |
| Yoweri Museveni                                          | Uganda                                                   | 2024                                                     | 2027                                                     |